# Transcanadiense

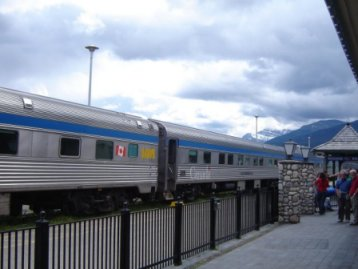
Estación de Jasper, 2004.

Siendo la única vía férrea de tipo transcontinental, el Transcanadiense es un ferrocarril que recorre Canadá de costa a costa, desde Halifax, en la costa atlántica, hasta Vancouver, en la costa pacífica, cubriendo un total de 6352 km.

## Historia
La construcción de la vía fue completada en 1885 atendiendo, principalmente, a razones de índole política: la confederación canadiense recién se había formado en 1867, con sólo cuatro provincias (Ontario, Quebec, Nuevo Brunswick y Nueva Escocia). La provincia de Columbia Británica había aceptado unirse a la confederación en 1871, con la promesa de que un ferrocarril transcontinental sería construido para enlazar ambas costas oceánicas (Atlántico y Pacífico). Dicho ferrocarril se llamó Canadian Pacific, y fue financiado por fondos privados.
La construcción conllevó un gran crecimiento de la economía canadiense, pues permitió el acceso a las despobladas praderas. Dicho crecimiento también incitó la construcción de dos nuevos ferrocarriles transcontinentales: el Canadian Northern, que cubría la parte norte de las praderas, y el Grand Trunk. El gobierno auspició una alianza entre ambas líneas, que no se logró, ocasionando que dicha expansión fuera financiada por el propio gobierno. De hecho, fue el gobierno federal quien logró la construcción del National Transcontinental, una línea que iba de la ciudad de Quebec a Winnipeg, atravesando los vastos y desolados territorios del escudo canadiense en Ontario, al norte de los grandes lagos.
Todo se vino abajo tras la crisis que siguió a la Primera Guerra Mundial. El control del Canadian Northern, del Grand Trunk y del National Transcontinental fue asumido por el gobierno, junto con la deuda de más de dos mil millones de dólares. Las tres líneas de ferrocarril, junto con la Intercolonial, fueron fusionadas para crear la Canadian National, en 1923.
No obstante, los años de posguerra fueron de crecimiento modesto, y la era de gran expansión de los ferrocarriles, en Canadá, había terminado. Posteriormente, el automóvil y el servicio aéreo desplazaron al ferrocarril a segundo plano en cuanto al transporte de pasajeros.
Hasta 1978 el gobierno creó la compañía VIA Rail, la cual se hizo cargo del transporte de pasajeros en todo el país. Ésta, junto con CN (privatizada en 1995) para el transporte de mercancías, ofrecen el servicio transcontinental.

## Paradas más importantes

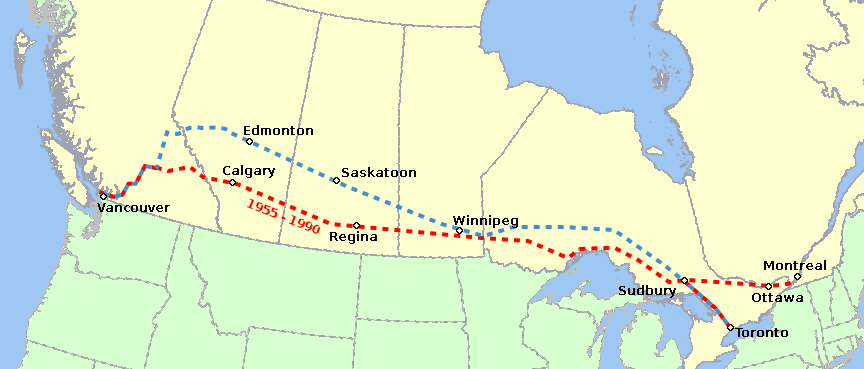
La ruta actual (en azul) y la ruta antigua (en rojo).

- Edmonton: capital de la provincia de Alberta, y a dos horas de Calgary, es el punto de partida para explorar las praderas.
- Halifax: capital de Nueva Escocia y la estación más oriental del Transcanadiense.
- Jasper: coronando el paso por las Montañas Rocosas, es también el acceso al parque nacional Jasper.
- Montreal: ciudad más poblada de Quebec y capital cultural de Canadá, así como de la francofonía canadiense.
- Toronto: capital de Ontario y el corazón de la actividad económica de Canadá.
- Vancouver: ciudad más poblada de Columbia Británica y la terminal occidental del Transcanadiense, en la costa del Pacífico.
- Winnipeg: capital de Manitoba y ciudad más cosmopolita de las praderas canadienses.